# Ignazio Castorina Canzirri
Ignazio Castorina Canzirri, o Ganzirri, (Acireale, 1737 o 1755 – Acireale, 1822 o 1844), è stato un intagliatore, scultore, artigiano e mastro d'ascia italiano.
Egli fu uno dei più importanti artisti del Settecento siciliano.

## Biografia
Figlio dello scultore Giacinto Castorina, Ignazio proseguì la tradizione familiare, distinguendosi per la sua abilità nell'intaglio del legno e nella realizzazione di opere sacre. Dopo aver iniziato la sua attività lavorando su mobili per abitazioni private, Ignazio si formò sotto la guida del maestro Corinzio Acitano.
Successivamente, si trasferì a Roma, dove perfezionò le sue competenze nella bottega del cugino Mariano Calì Canzirri, pittore di professione. Alla morte del cugino, collaborò con il maestro acese Michele Vecchio. Nel 1759 ottenne il privilegio di aprire una propria bottega ad Acireale, dopo aver superato una prova tecnica valutata da una commissione di esperti. Nel 1768 fu eletto console dei Maestri d'Ascia, riconoscimento della sua maestria e del suo contributo all'arte locale.
Morì nella sua città natale, Acireale.

### Dubbi sul cognome e sulla data di nascita
Spesso Ignazio Castorina Canzirri viene indicato con il cognome Ganzirri; inoltre, secondo alcune fonti, Ignazio Castorina Ganzirri sarebbe nato nel 1755 e morto nel 1844. Questa congettura appare discutibile, poiché i simulacri di Sant'Alfio, Cirino e Filadelfo a lui attribuiti risalgono al 1755 e nel 1759 egli ebbe l'onore di inaugurare una propria bottega. Pertanto, si possono formulare due ipotesi: o le informazioni sono frutto di incomprensioni, oppure ci si riferisce a due artisti distinti, vissuti e deceduti ad Acireale, i cui nomi e cognomi risultano quasi identici.

## Opere principali

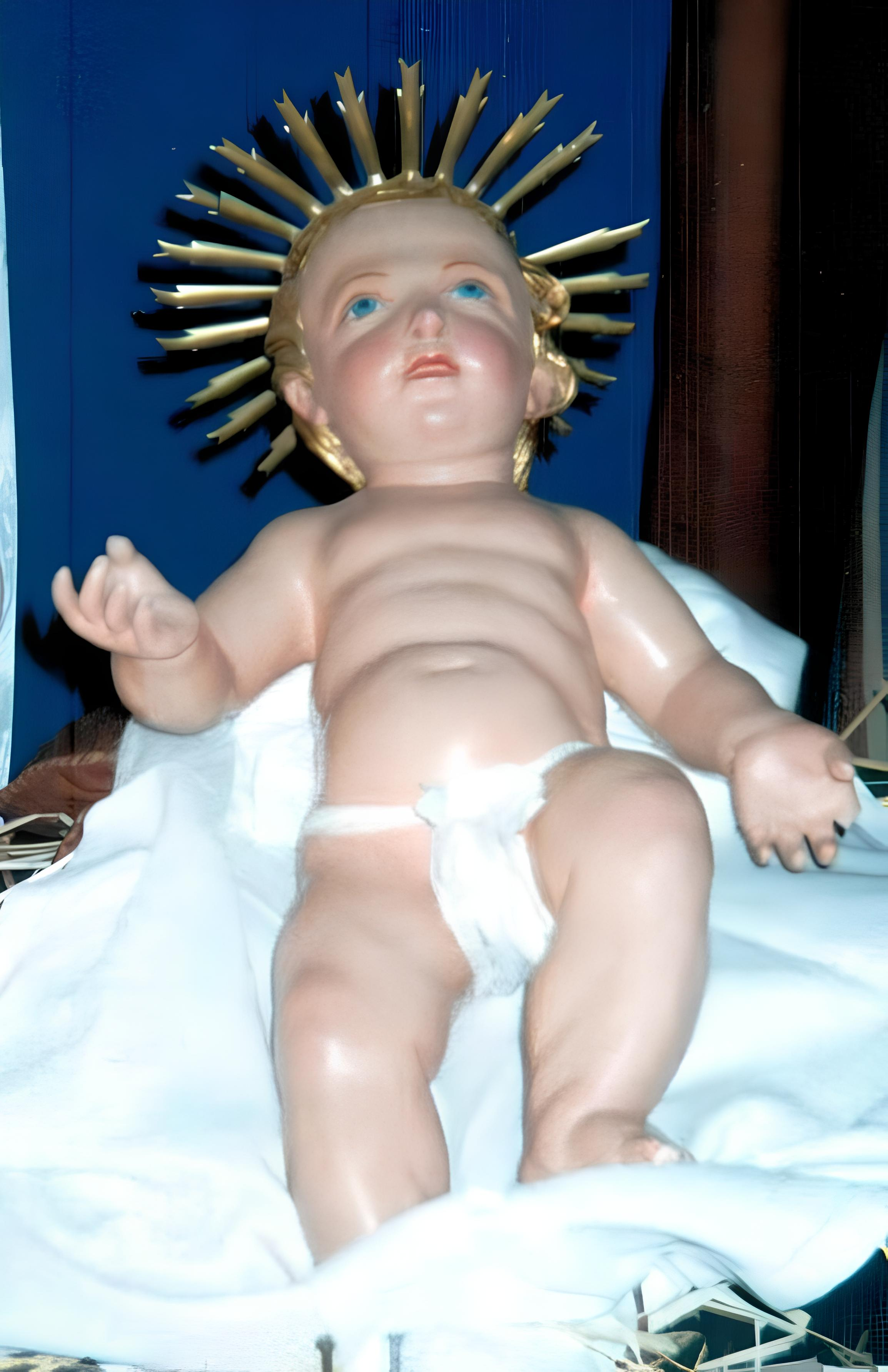
Bambinello ligneo conservato nella Chiesa di Bongiardo (Ignazio Castorina Ganzirri, 1807)

Tra le sue opere più significative si annoverano:
Sant'Alfio
- Simulacri di Sant'Alfio, San Cirino e San Filadelfo, opera di Ignazio Castorina Canzirri, 1755, conservati nella Chiesa Madre di Sant'Alfio.

Acireale
- Gruppo statuario dell'Annunciazione: attribuito a Ignazio Castorina Canzirri, commissionato dai padri canonici della chiesa Madre di Acireale, è esposto annualmente il 25 marzo in occasione della festa dell'Annunciazione. Conservato nella Cattedrale di Acireale.[1]
- Statua di Sant'Espedito: attribuita a Ignazio Castorina Canzirri, realizzata nel 1781, rappresenta il santo patrono degli affari e delle spedizioni. Conservata nella Chiesa di Gesù e Maria.[1]
- Statua di Sant'Antonio di Padova: attribuita a Ignazio Castorina Ganzirri. Conservata nella Chiesa di Sant'Antonio di Padova.[3]
- Crocifisso ligneo: opera di Ignazio Castorina Canzirri, metà del XVIII secolo, è un'opera che evidenzia la sua abilità nell'intaglio del legno. Conservato nella Chiesa di Santa Maria del Monte Carmelo.[4]
- Statua di San Giuseppe, opera di Ignazio Castorina Canzirri, conservata nella chiesa di San Giuseppe.[5]
- Statua dell'Arcangelo Raffaele, opera di Ignazio Castorina Canzirri, conservata nella chiesa dell'Arcangelo Raffaele.[6]
- Statue della Veronica e del Longino, di Ignazio Castorina Canzirri, conservate nella chiesa del SS. Crocifisso.[6]

Valverde
- Simulacro ligneo della Madonna delle Grazie: attribuito a Ignazio Castorina Ganzirri. Conservato nella Chiesa di Santa Maria delle Grazie.

Santa Venerina
- Bambinello ligneo: opera di Ignazio Castorina Ganzirri, realizzato nel 1807. Esposto annualmente nel periodo natalizio. Conservato nella Chiesa di Maria Santissima del Carmelo e delle Anime Purganti.[2][7]
- Crocifisso ligneo: opera di Ignazio Castorina Ganzirri, realizzato nel 1805. Conservato nella Chiesa di Maria Santissima del Carmelo e delle Anime Purganti.
- Coppia di angeli lignei: attribuiti a Ignazio Castorina Canzirri, XVIII-XIX secolo. Conservati nella Chiesa di Maria Santissima Immacolata di Dagala del Re.[8]